# 卡斯唐广场

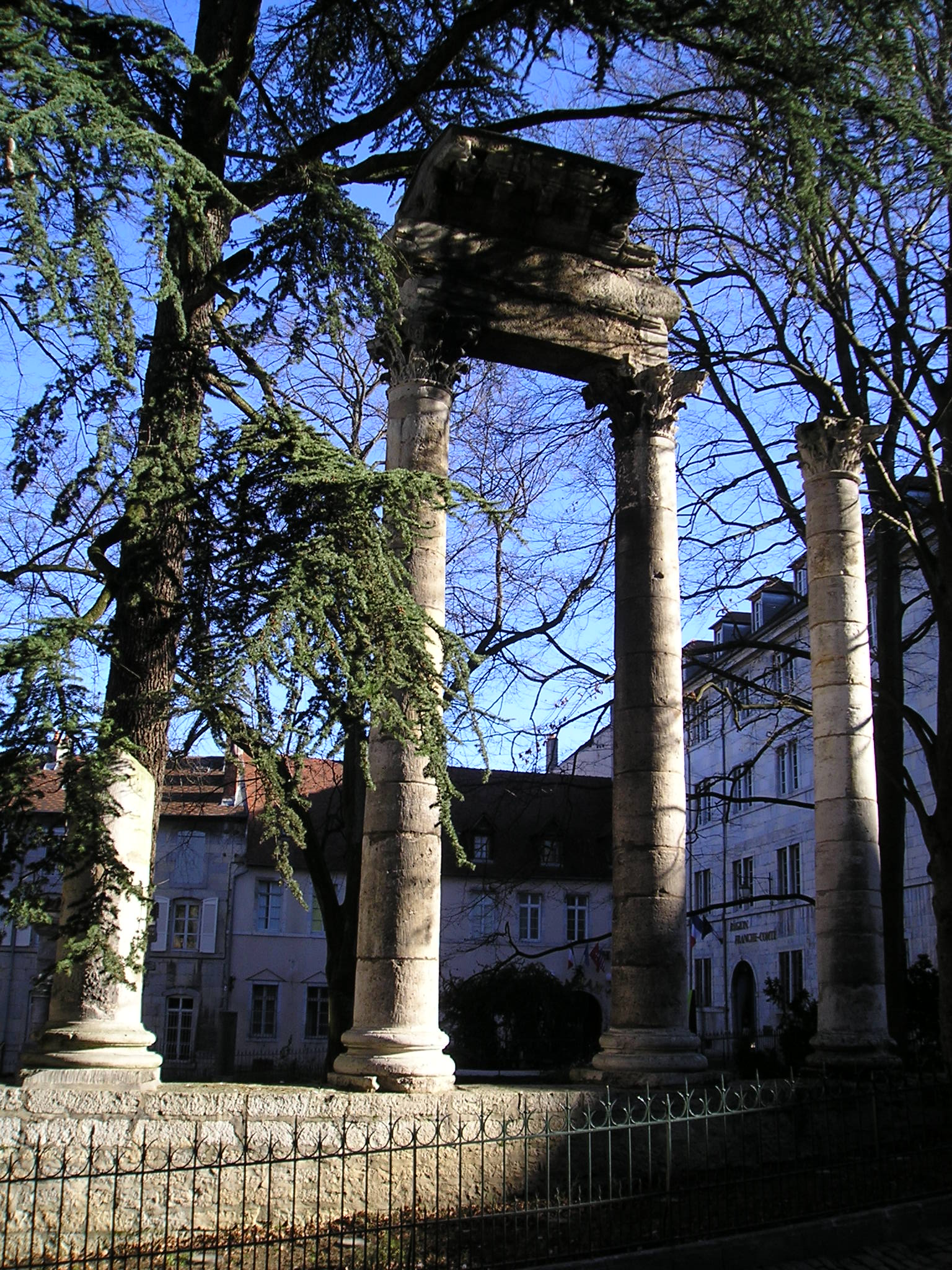
卡斯唐广场

卡斯唐广场（Square Castan）是高卢-罗马古城沃松蒂奥（Vesontio）的一组考古遗迹，是一个巨大的、身份不明的半圆形，可能是2世纪或3世纪的遗物。现在位于法国勃艮第-弗朗什-孔泰大区杜省省会贝桑松，一座凯旋门“黑门”的旁边。 
在法国大革命之前，广场的位置上曾经有一座圣若翰洗者堂。教堂在1794年至1797年间被摧毁。
1870年，考古学家和图书馆学家奥古斯特·卡斯唐（Auguste Castan）开始在此进行考古挖掘，发现8根科林斯柱，是一个内径为54米的半圆形建筑的遗迹。有人认为是收集阿尔谢（Arcier）古罗马水道输送的水的配水池塘的遗迹。卡斯唐认定其与沃松蒂奥的古代剧院有联系。半圆形建筑也可能构成了一个领奖台，由门廊的列柱支撑，它界定出一个抬升的广场，其确切功能目前尚未知晓。
1870年，建成一个英式考古花园，以美化遗址，于1874年向公众开放，1898年以奥古斯特·卡斯唐命名。 

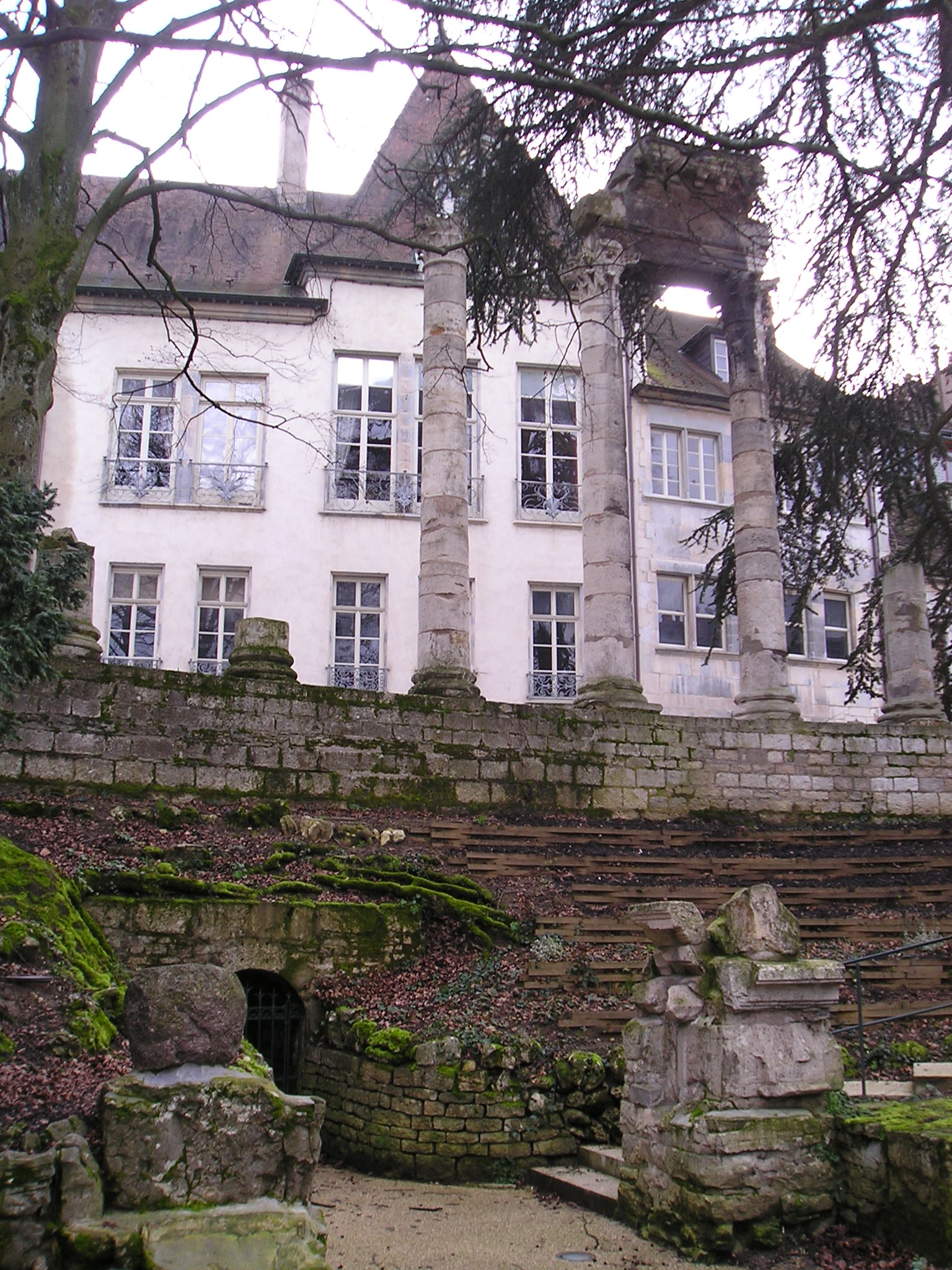
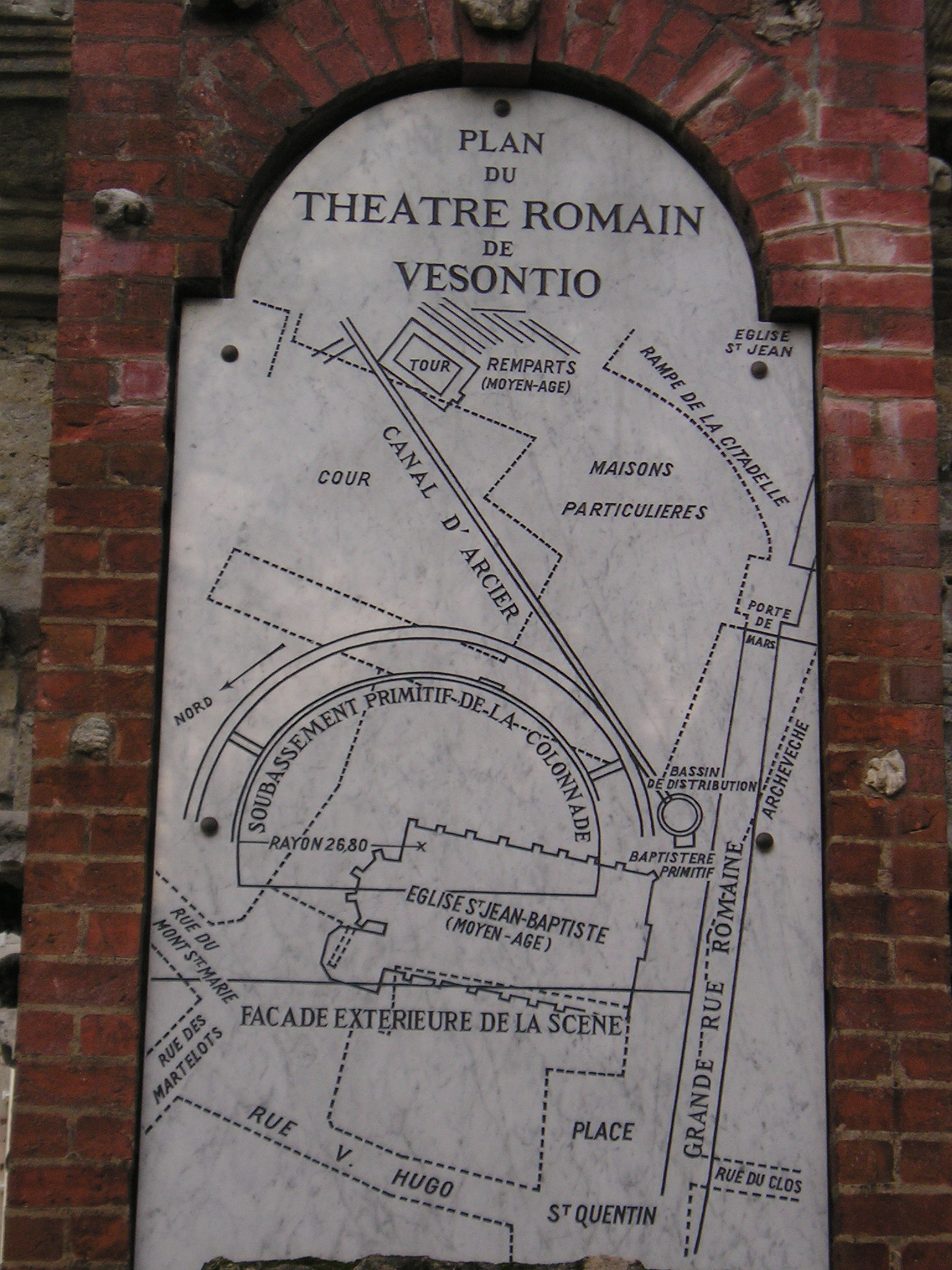
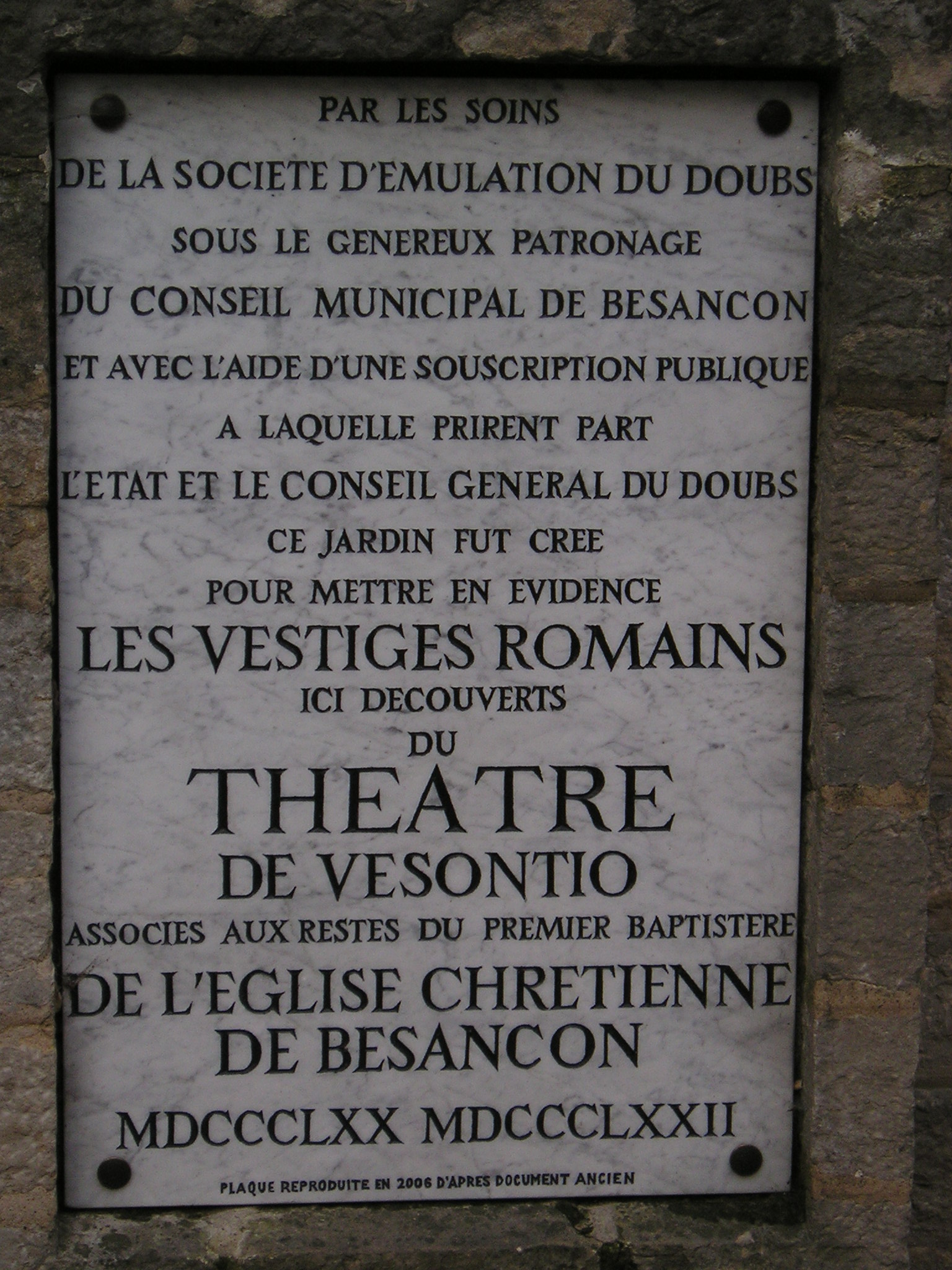
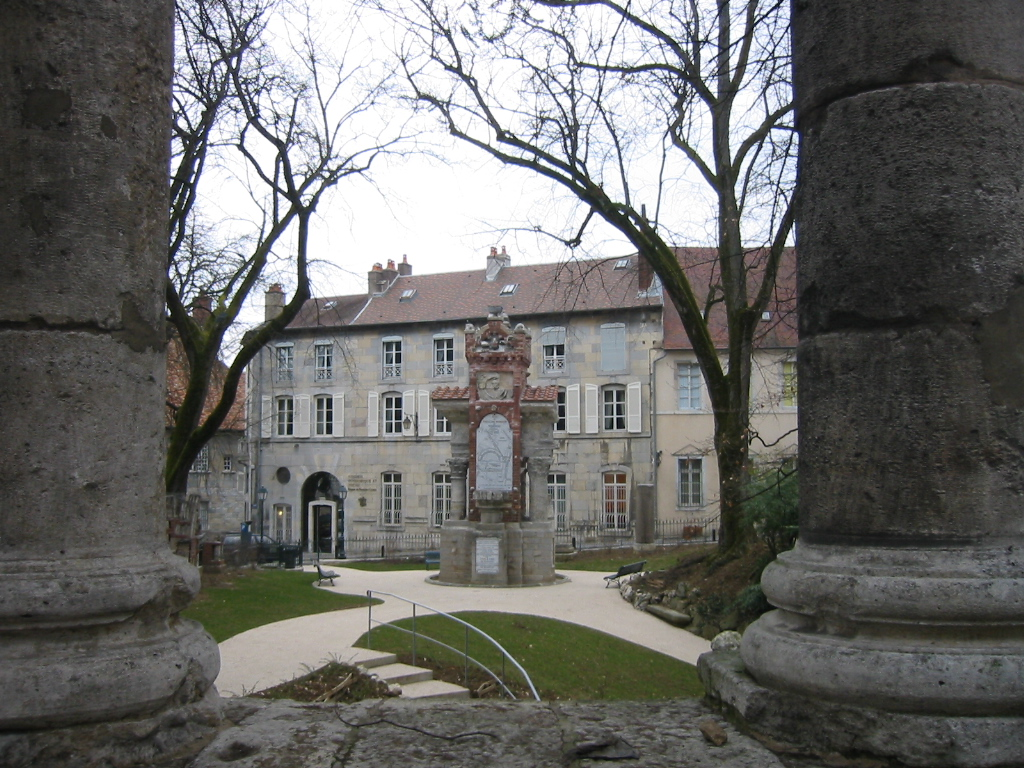
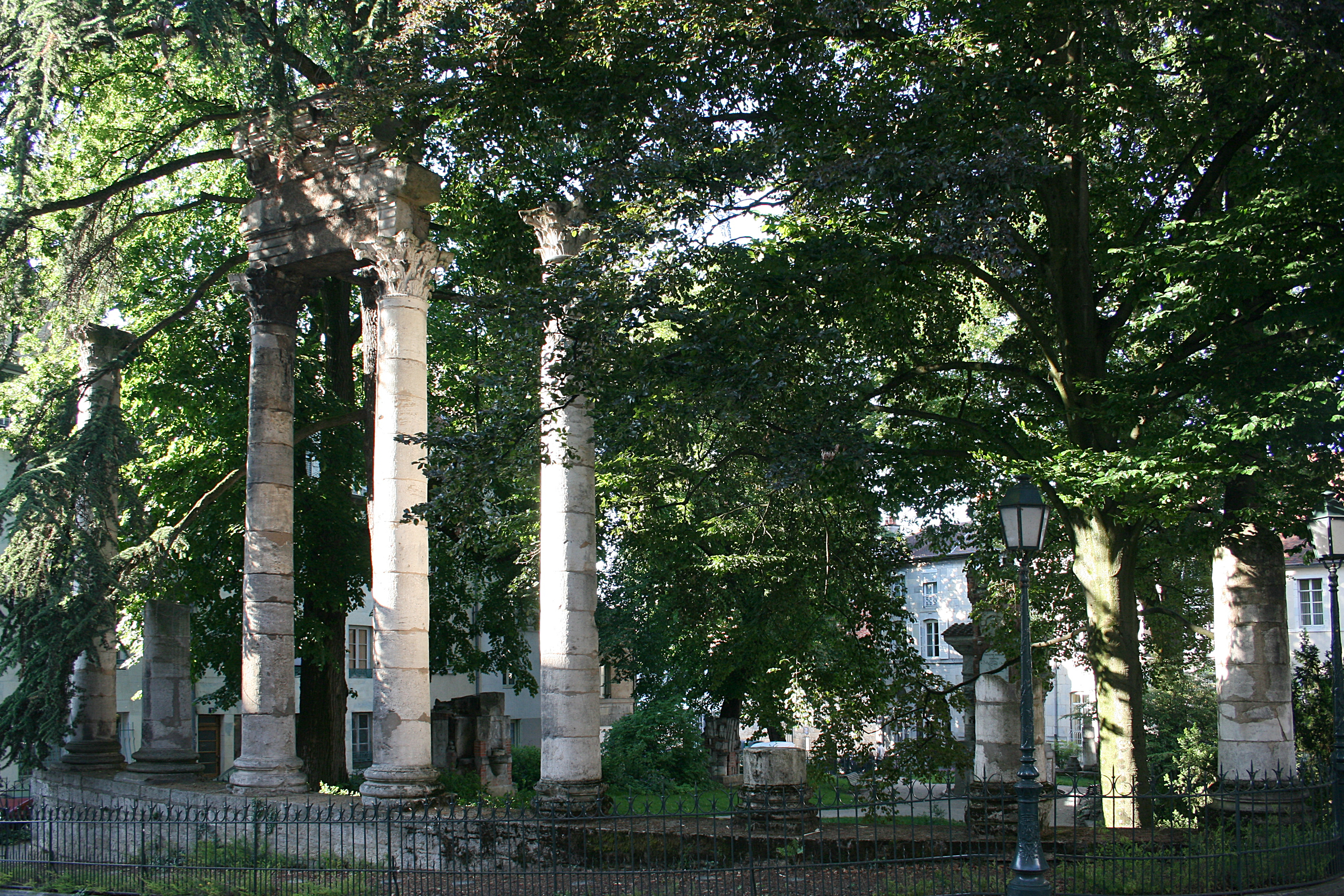

47°14′05″N 6°01′48″E / 47.23472°N 6.03000°E